# Армијак
Армијак (фр. Armillac) насеље је и општина у југозападној Француској у региону Аквитанија, у департману Лот и Гарона која припада префектури Марманд.
По подацима из 2011. године у општини је живело 197 становника, а густина насељености је износила 25,35 становника/km². Општина се простире на површини од 7,77 km². Налази се на средњој надморској висини од 110 метара (максималној 139 m, а минималној 60 m).

## Демографија
| 1962. | 1968. | 1975. | 1982. | 1990. | 1999. | 2011. |
| ----- | ----- | ----- | ----- | ----- | ----- | ----- |
| 127   | 166   | 148   | 174   | 151   | 141   | 197   |

График промене броја становника у току последњих година